# 中樞抑制劑
中樞抑制劑（depressants）又称中枢神经抑制剂（central nervous system depressants）、镇定剂（downer），与镇静剂（sedative）相似，是一種能抑制或降低大脑兴奋的药物。抑制剂不会改变他人的情绪或精神状态。与中樞抑制劑相反的药物分类是兴奋剂。中樞抑制劑也是一種處方藥。酒精就是一种中樞神經抑制劑。